# مصارعة الديكة (لوحة)
مصارعة الديكة هي لوحة زيتية للرسام الفرنسي جان ليون جيروم، اللوحة معروضة حالياً ضمن مقتنيات متحف أورسي.